# Иванов, Фёдор (религиозный деятель)
Феодор Иванов, также Дьякон Феодор (ум. 14 апреля [24 апреля] 1682) — деятель раннего старообрядчества, священник, автор исторических, агиографических, эпистолярных и богословских трудов; один из пустозерских страдальцев.

## Жизнь
Точная дата рождения Феодора неизвестна. Происходил из потомственной священнической семьи: дед и отец были священниками. Отец Иван служил попом в вотчине боярина Н. И. Одовского, умер в "моровое поветрие" 1654 года, когда Феодор ещё не имел духовного сана. Это обрекало Феодора на судьбу крепостного князя Семёна Михайловича Одоевского, но ему удалось избежать записи в "крестьянские дети", и в 1658 году он оказался в Москве. На следующий год (возможно, по протекции С. М. Одоевского) Феодор получил дьяконское место в Богородицком приделе в Благовещенском соборе в Кремле.
В Москве Феодор знакомится с вернувшимся из сибирской ссылки протопопом Аввакумом, часто бывает в доме боярыни Ф. П. Морозовой. Наибольшее впечатление на Феодора произвело знакомство с архимандритом Московского Покровского монастыря Спиридоном Потёмкиным, ставшим его духовным наставником.
Феодор собирает полемические материалы в защиту старой веры и в марте 1665 г. подаёт челобитную царскому духовнику Лукьяну Кириллову, в которой осуждает служение по новопечатным служебникам. В связи с челобитной 9 декабря Феодор арестован, в заключении был посажен на цепь и подвергался допросам.
13 мая 1666 года Феодора вместе с протопопом Аввакумом расстригли и «опроклинали» в Успенском соборе за обедней, в ответ на что они прокляли своих гонителей и наложили анафему на архиереев.

## Оценки
В старообрядческом мартирологе «Виноград Российский, или Описание пострадавших в России за древлецерковное благочестие», созданном Симеоном Денисовым, Феодору дана следующая характеристика:
...Феодор предивный, и всекрасный страдалец, спутник и всеблагорачительный стечник и своинник, Аввакума предобляго, и прочих страстотерпцев..., муж ведения изряднаго, и книгочтения всепотщательнаго, и разсуждения добросиятельнаго; паче же ревности добрыя и честныя бяше, яко звезда светла в разуме сияше, новыя законы и уставы обличая; народы учаше свободными устнами к новинам не прилагатися; но древняго благочестия пределы крепце содержати.